# Sirská hora

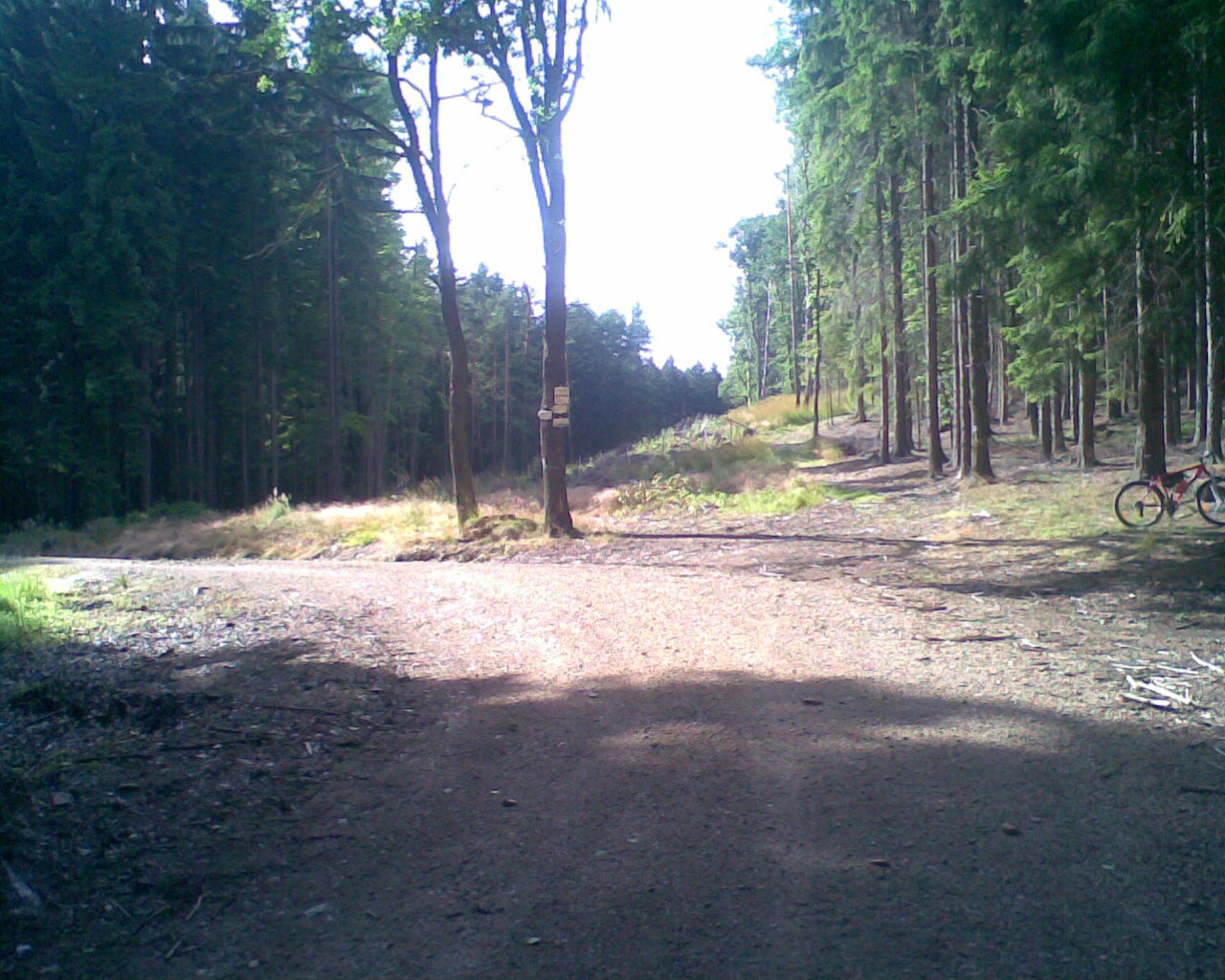
Rozcestí "Pod Sirskou horou"

Lesnatý vrch Sirská hora vysoký 592 m n. m. v Křivoklátské vrchovině se nachází zhruba 12 km západně od města Hořovice a asi 800 m od obce Sirá. Na vrchol nevede žádná značená ani neznačená cesta.

## Turistické spojení
Na vrchol se po značce dostat nelze avšak několik desítek metrů pod vrcholem se na rozcestí "Pod Sirskou horou" kříží modrá značka z Mýta či Siré a žlutá z Těškova, která zde končí.